# Newton Mearns
Newton Mearns (gael. Baile Ùr na Maoirne) – miasto w środkowej Szkocji, w hrabstwie East Renfrewshire, położone na południowo-zachodnim obrzeżu aglomeracji Glasgow. W 2011 roku liczyło 24 234 mieszkańców.
W 1887 roku Newton Mearns było niewielką wsią, liczącą 900 mieszkańców. Miejscowość rozrosła się w XX wieku i stanowi współcześnie zamożne, mieszkalne przedmieście Glasgow.
We wschodniej części miasta znajduje się XV-wieczna wieża rycerska Mearns Castle.